# Shūrābād
Shūrābād (persiska: Sarv Bād, شورآباد, Sīrūbād) är en ort i Iran.   Den ligger i provinsen Khorasan, i den östra delen av landet, 700 km öster om huvudstaden Teheran. Shūrābād ligger 1 114 meter över havet och antalet invånare är 358.
Terrängen runt Shūrābād är lite kuperad.Runt Shūrābād är det glesbefolkat, med 12 invånare per kvadratkilometer. Det finns inga andra samhällen i närheten. Trakten runt Shūrābād är ofruktbar med lite eller ingen växtlighet.